# Israël au Concours Eurovision de la chanson 1978
Israël a participé au Concours Eurovision de la chanson 1978 à Paris, en France. C'est la 6e participation et la 1re victoire d'Israël à l'Eurovision.
Le pays est représenté par Izhar Cohen et le groupe Alphabeta avec la chanson A-Ba-Ni-Bi, sélectionnés lors d'une finale nationale organisée par l'Israel Broadcasting Authority (l'Autorité de radiodiffusion d'Israël, IBA).

## Sélection

### Festival de la chanson israélienne 1978
L'IBA sélectionne l'artiste et la chanson qui représenteront Israël au Concours Eurovision de la chanson 1978 pour la première fois au moyen d'une finale nationale, le Festival de la chanson israélienne 1978 (en hébreu : פסטיבל הזמר והפזמון הישראלי תשל"ח 1978).
La finale nationale, présentée par l'animatrice et comédienne israélienne Rivka Michaeli (en), a eu lieu le 11 février 1978 à Jérusalem. Gali Atari, l'une des participants à cette finale nationale, représente Israël à l'Eurovision l'année suivante — avec le groupe Milk and Honey — et remporte également le concours.
Les chansons sont toutes interprétées en hébreu, langue nationale d'Israël. Deux chansons, A-Ba-Ni-Bi d'Izhar Cohen avec Alphabeta et Belev echad (Salem aleikum) de Hedva Amrani (he), arrivent à la première place en ex æquo avec 66 points, après le comptage du nombre de 12 points accordés à ces deux chansons, c'est A-Ba-Ni-Bi qui l'emporte.

#### Finale
| Ordre | Artiste                                                           | Chanson                                             | Traduction                          | Points | Place |
| ----- | ----------------------------------------------------------------- | --------------------------------------------------- | ----------------------------------- | ------ | ----- |
| 1     | Josie Katz (he)                                                   | Kmo pa'am (כמו פעם)                                 | Comme avant                         | 23     | 9     |
| 2     | Gidi Gov (en)                                                     | Shlosha balaila ba'ir (שלוש בלילה בעיר)             | Trois heures du matin dans la ville | 14     | 12    |
| 3     | Hedva Amrani (he)                                                 | Belev echad (Salem aleikum) ((בלב אחד (סאלם עליכום) | Dans un cœur (Salam alaikoum)       | 66     | 2     |
| 4     | Nava Brochin (he)                                                 | Bikashti (ביקשתי)                                   | J'ai demandé                        | 20     | 10    |
| 5     | Hani Elyakim, Moti Dikna (he), Dudu Zar (he) et Dafna Armoni (de) | Akoma na (אקומה נא)                                 | Je me lèverai                       | 20     | 10    |
| 6     | Yehoudit Ravitz                                                   | Misheo (מישהו)                                      | Quelqu'un                           | 36     | 6     |
| 7     | Aliza Aviv                                                        | Ilani (אילני)                                       | -                                   | 31     | 8     |
| 8     | Gali Atari                                                        | Nasich hachalomot (נסיך החלומות)                    | Le Prince de rêve                   | 54     | 3     |
| 9     | Izhar Cohen et Alphabeta                                          | A-Ba-Ni-Bi (א-בא-ני-בי)                             | -                                   | 66     | 1     |
| 10    | Sherry (he)                                                       | Lama lo (למה לא)                                    | Pourquoi pas                        | 49     | 4     |
| 11    | Irit Dotan (he)                                                   | Yom hadash (יום חדש)                                | Un nouveau jour                     | 35     | 7     |
| 12    | Ariel Zilber (en)                                                 | Ten li ko'ach (תן לי כח)                            | Donne-moi la force                  | 40     | 5     |

## À l'Eurovision

### Points attribués par Israël
| 12 points | Pays-Bas    |
| 10 points | Grèce       |
| 8 points  | Monaco      |
| 7 points  | Belgique    |
| 6 points  | Espagne     |
| 5 points  | France      |
| 4 points  | Danemark    |
| 3 points  | Allemagne   |
| 2 points  | Royaume-Uni |
| 1 point   | Suisse      |

### Points attribués à Israël
| 12 points                                                         | 10 points             | 8 points                                         | 7 points | 6 points             |
| ----------------------------------------------------------------- | --------------------- | ------------------------------------------------ | -------- | -------------------- |
| - Allemagne - Belgique - Luxembourg - Pays-Bas - Turquie - Suisse | - Finlande - Portugal | - Autriche - France - Irlande - Italie - Norvège |          | - Danemark - Espagne |
| 5 points                                                          | 4 points              | 3 points                                         | 2 points | 1 point              |
| - Grèce - Royaume-Uni                                             |                       | - Monaco                                         |          |                      |

Izhar Cohen et Alphabeta interprètent A-Ba-Ni-Bi en 18e position, après le Luxembourg et avant l'Autriche. Au terme du vote final, Israël termine 1re sur 20 pays avec 157 points.